# Франц Баварский
Франц Бонавентура Адальберт Мария Баварский (род. 14 июля 1933) — глава дома Виттельсбахов с 1996 года. Его прадед Людвиг III был последним правящим монархом в Баварии до низложения в 1918 году.

## Биография
Франц родился 14 июля 1933 года в Мюнхене. Старший сын принца Альбрехта (1905—1996), главы Баварского дома (1955—1996), и его первой морганатической жены, графини Марии Франциске Юлиане Иоганне Драшкович фон Тракошчане (1904—1969) из древнего хорватского рода.
18 мая 1949 года, когда Францу исполнилось шестнадцать, его дед кронпринц Рупрехт признал брак его родителей династическим, и Франц стал принцем Баварским.
Дом Виттельсбахов был противником нацистского режима в Германии. В 1939 году принц Альберехт, отец Франца, с семьей перебрался в Венгрию. Они жили в Будапеште, а через четыре года, в конце 1943 года, переехали в свой замок в Шарваре. В марте 1944 года немецкие войска оккупировали Венгрию, а 6 октября 1944 года вся семья, в том числе и 11-летний Франц, были арестованы. Они были заключены в концлагеря Заксенхаузен и Дахау. В конце апреля 1945 года они были освобождены третьей армией США.
После окончания войны Франц получил среднее образование в бенедиктинском аббатстве Этталь. Затем он изучал бизнес и менеджмент в университетах Мюнхена и Цюриха. Франц испытывал страсть к коллекционированию современного искусства. Сегодня многие предметы из его личной коллекции находятся на постоянном хранении в Пинакотеке современности в Мюнхене. Он также является почетным попечителем музея современного искусства в Нью-Йорке.
Франц живет в крыле дворца Нимфенбург, бывшей летней резиденции королей Баварии в Мюнхене. Германия вернула ему замок Берг, он иногда использует бывшие королевские замки Берхтесгаден и Хоэншвангау, которые являются семейными музеями Виттельсбахов.
Он говорит на немецком, венгерском, английском и французском языках.
В 2013 году Франц отметил свой 80-й день рождения во дворце Шлайсхайме, недалеко от Мюнхена. На юбилее присутствовали 2500 «богатейших, самых могущественных и влиятельных» людей Баварии, в том числе тогдашний министр-президент Баварии Хорст Зеехофер (бывший президент немецкого Бундесрата).
В 2023 году Франц совершил Каминг-аут, признавшись в своей гомосексуальности. Он 43 года скрывал свои отношения с Томасом Грайнвальдом.

## Титулы

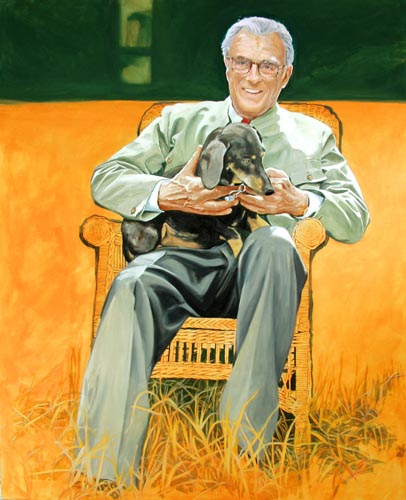
Принц Франц фон Байерн, 2005 год, картина Дитера Штайна

Франц использует исторические титулы «герцог Баварии, Франконии и Швабии, пфальцграф Рейнский». Его титул «Его Королевское Высочество» не имеет никакого юридического статуса в Германии.
- 14 июля 1933 — 8 июля 1996 — «Его Королевское Высочество Принц Баварии»
- 8 июля 1996 — настоящее время — «Его Королевское Высочество Герцог Баварии»
- 8 июля 1996 — настоящее время — «Его Величество Король Баварии».

Королевские титулы не признаются в соответствии с немецким законодательством, но могут быть использованы как часть фамилии. При рождении Франц носил фамилию «Prinz von Bayern». В 1996 году, после смерти отца, он поменял свою фамилию на «Herzog von Bayern» ("герцог Баварии').
Франц — нынешний великий магистр Королевского Ордена Святого Георгия За оборону Непорочного зачатия, а также великий магистр Ордена Святого Губерта и Ордена Терезы (для дам). Также он является потомственным сенатором университета Мюнхена и почетным членом баварской Академии наук и гуманитарных наук. Он имеет много почетных должностей в общественных и религиозных организаций в Баварии. Он поддерживает благотворительную деятельность в помощь детям-сиротам в Румынии.

## Права на наследство
Франц Баварский никогда не был женат и не имел детей. Его наследником и будущим главой дома Виттельсбахов является младший брат, принц Макс (род. 1937), герцог Баварии. Однако Макс Баварский в браке имеет пять дочерей, а сыновей у него нет. Следующим после Макса в линии преемственности дома Виттельсбахов идёт их троюродный брат, принц Луитпольд (род. 1951).